# جيمس بلير (لاعب كرة قدم)
جيمس بلير (بالإنجليزية: James Blair)‏ هو مدرب كرة قدم ولاعب كرة قدم بريطاني (وحمل سابقاً جنسية المملكة المتحدة لبريطانيا العظمى وأيرلندا) في مركزي الدفاع ومهاجم داخلي، ولد في 8 أغسطس 1883 في المملكة المتحدة، وتوفي في 24 مارس 1913. لعب مع برادفورد سيتي وستوكبورت كونتي ومانشستر سيتي ونادي أرسنال ونادي كيلمارنوك.

## وصلات خارجية
- جيمس بلير على موقع قاعدة بيانات كرة القدم.إي يو (الإنجليزية)